# 위왁시아
위왁시아(Wiwaxia)는 캄브리아기에 살았던 고생물의 일종이다. 크기는 2~5cm이다.
위왁시아는 1899년 G.F. Matthew에 의해 처음 기술되었다.

## 하위 종
- Wiwaxia corrugata (Matthew, 1899) - 모식종
- Wiwaxia foliosa Yang et al 2014[2]
- Wiwaxia taijiangensis Zhao, Qian & Lee, 1994[3]
- Wiwaxia sp. Butterfield 1994, Smith 2014

## 사진

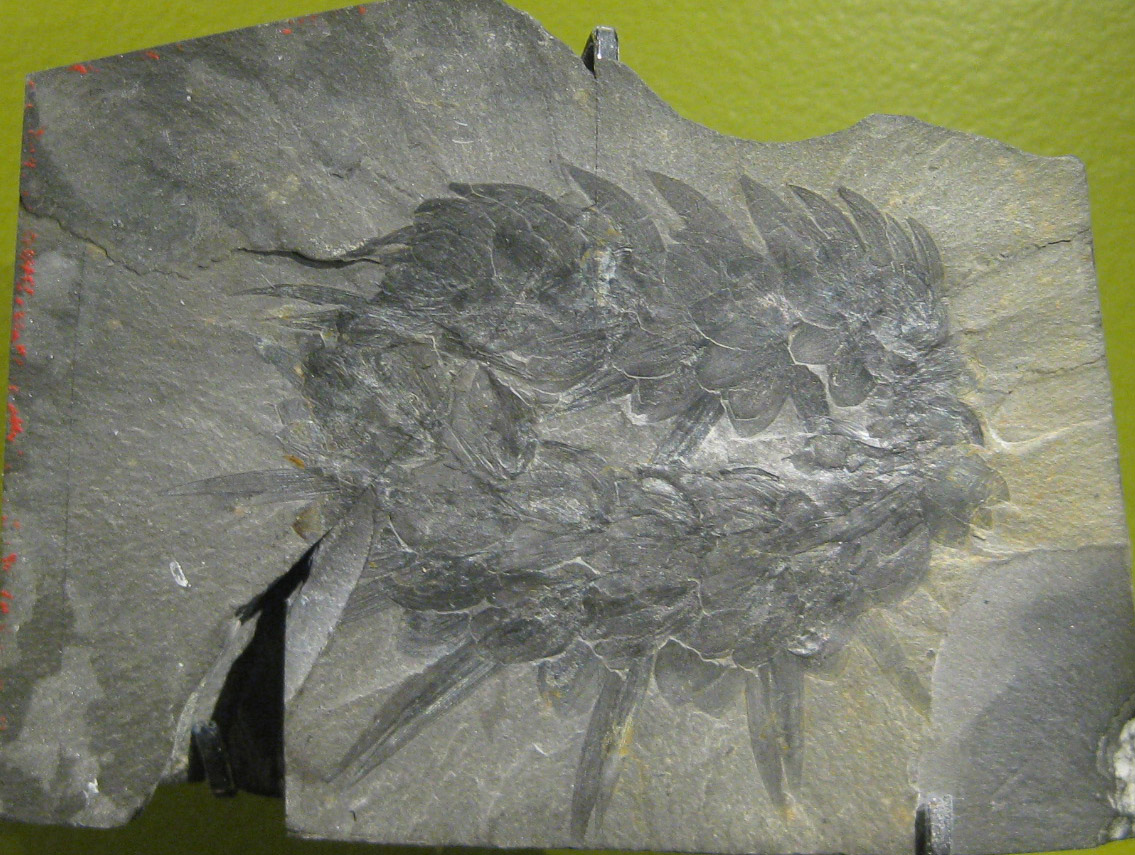
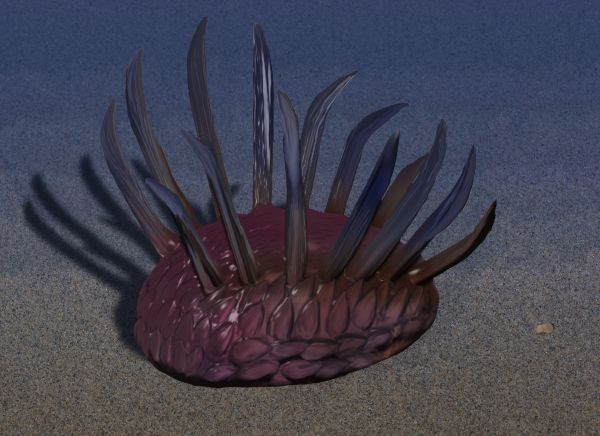
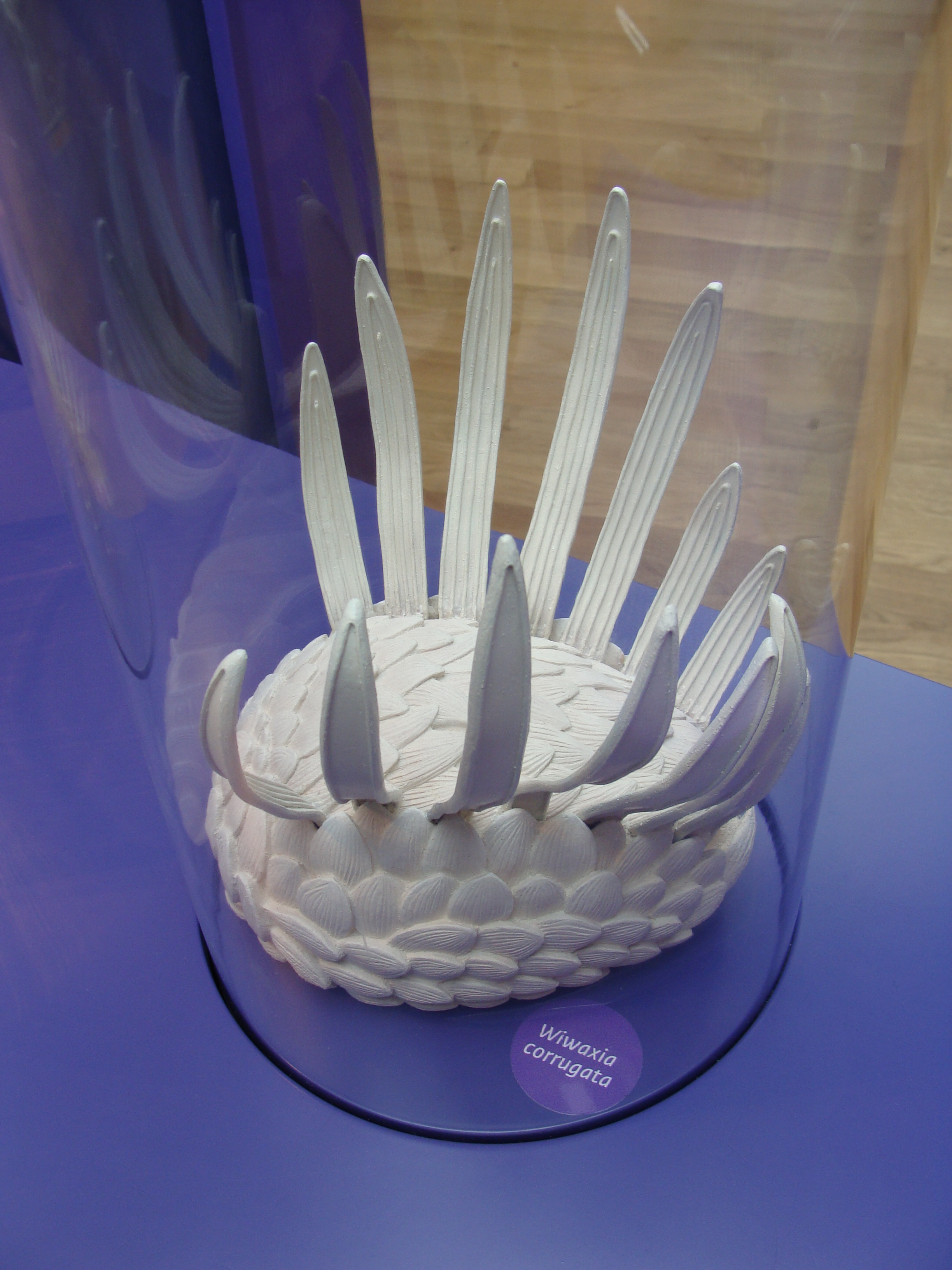

## 같이 보기
- 리스트로사우루스